# Helixnebel
Der Helixnebel (auch NGC 7293 oder Auge Gottes) ist ein planetarischer Nebel im Sternbild Wassermann mit einer Helligkeit von 6,30 mag und einem scheinbaren Durchmesser von 16 × 28 Winkelminuten. Er wurde im Jahr 1823 von dem deutschen Astronomen Karl Ludwig Harding entdeckt.
Der Helixnebel ist mit einer Entfernung von etwa 650 Lichtjahren einer der nächsten planetarischen Nebel und damit einer der mit dem größten scheinbaren Durchmesser. Daher können in seiner Hülle auch Details der Gasstruktur aufgelöst werden.
Mit dem Hubble-Teleskop war es 1996 sogar erstmals möglich, Knoten in der Hülle aufzunehmen, die vorher unbekannt waren und neue Rückschlüsse auf die Entstehung planetarischer Nebel erlaubten. Sie warfen aber auch neue Fragen auf. So ist nicht klar, ob die Knoten-Keime während des Auswurfs der Hülle entstanden oder ob sie von Aktivität des Sterns vor dem Auswurf stammen. Auch ist umstritten, ob die Knoten hydrodynamische Strukturen sind (d. h. durch Instabilitäten erzeugt) oder ob sie durch Photoionisation des Gases durch den Weißen Zwerg im Zentrum entstehen.
Der Nebel wird auch als Auge Gottes bezeichnet, insbesondere seit nach der Veröffentlichung einer Hubble-Aufnahme des Nebels 2003 sich im Internet das Gerücht verbreitete, dass die Aufnahme des Nebels ein Ereignis zeigte, das nur alle 3000 Jahre auftrete.

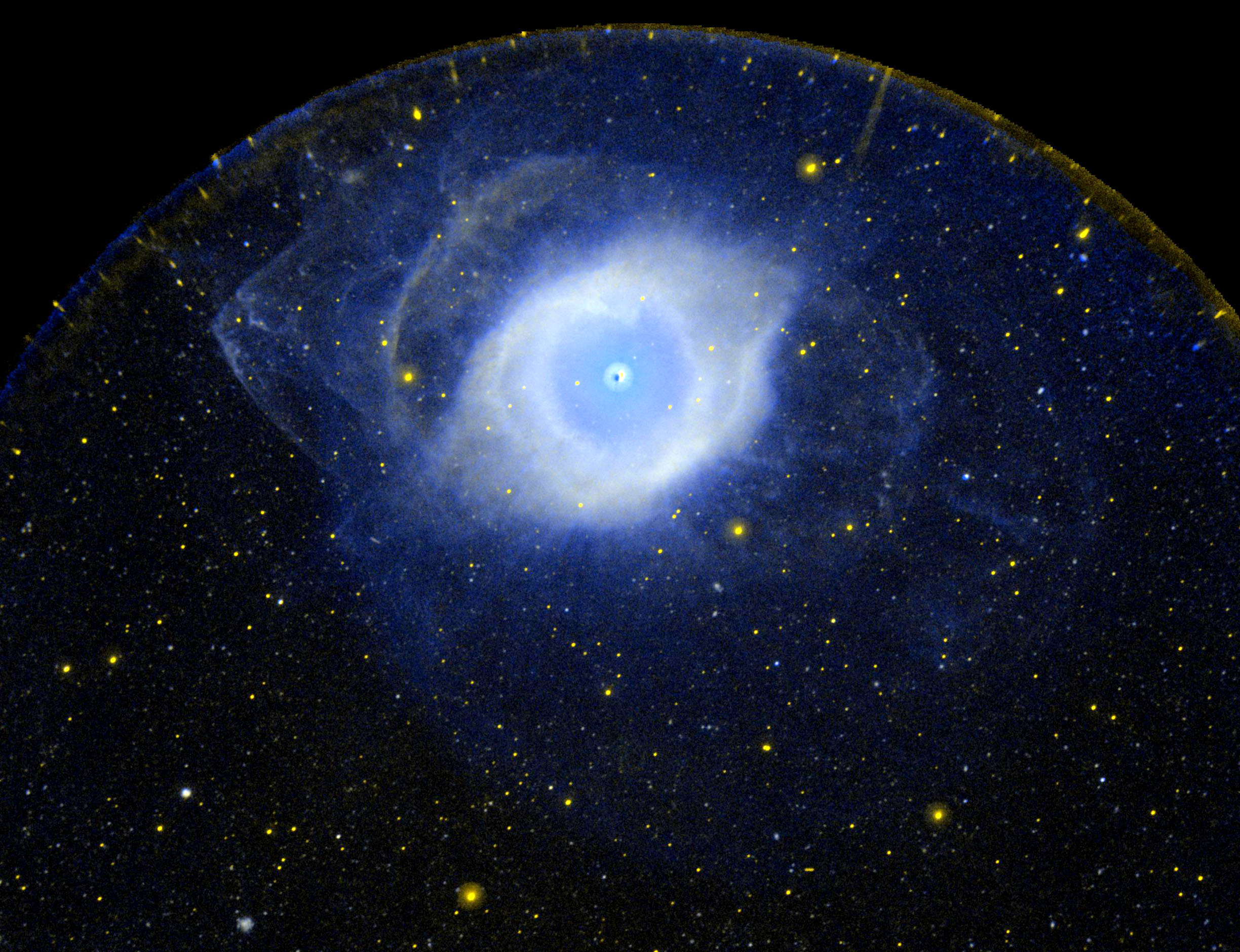
UV-Aufnahme: 135...270 nm (GALEX)
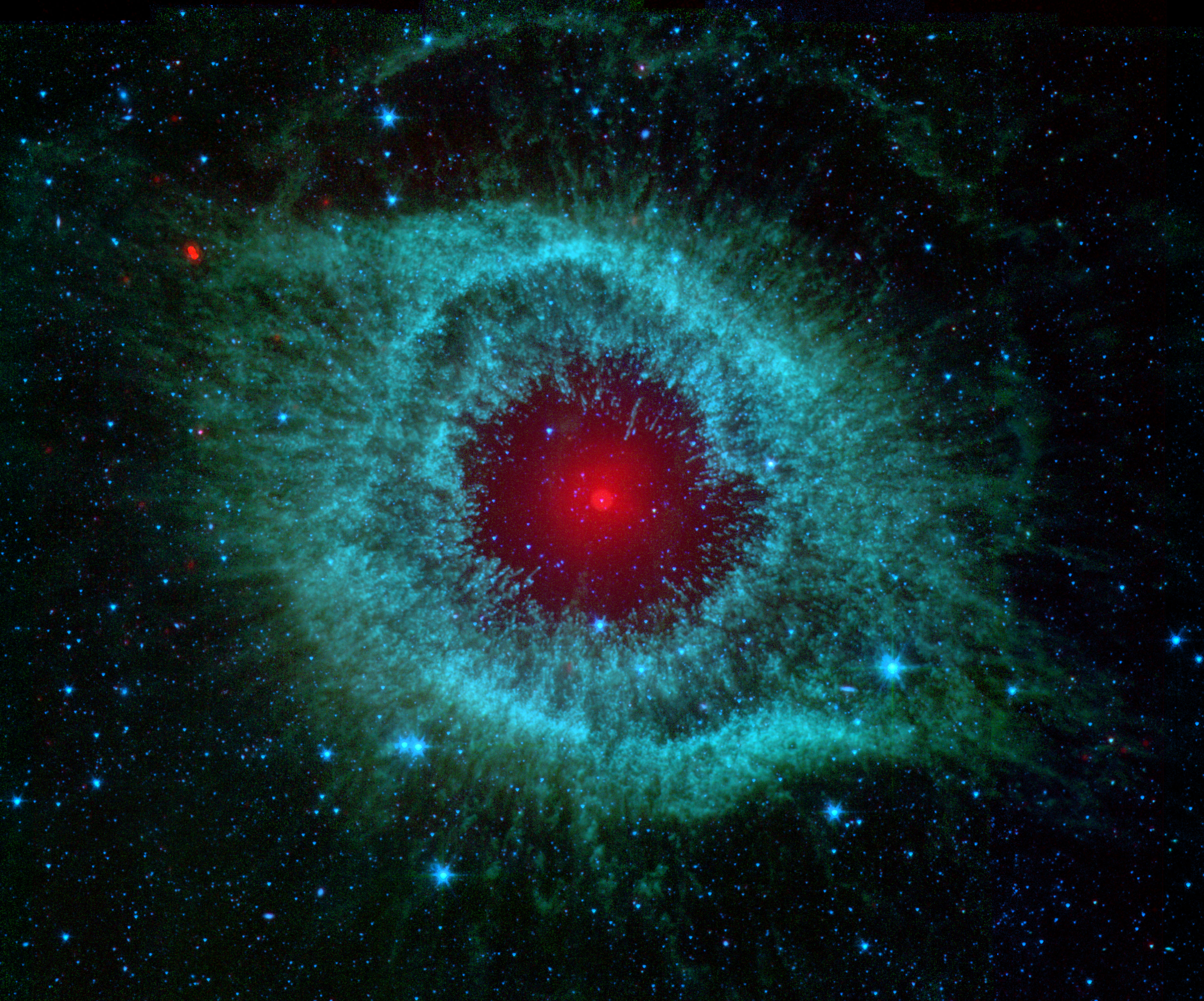
IR-Aufnahme: blau 3,6...4,5 µm, grün 5,8...8 µm, rot 24 µm (Spitzer Space Telescope)
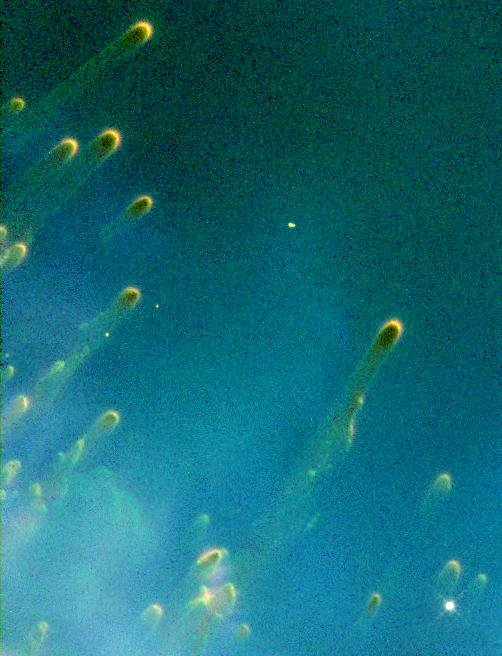
Knoten im Inneren des Helixnebels (Detailaufnahme Hubble)
Strukturen des Helixnebels.